# 平遥古城
平遥古城（へいようこじょう、中国語ではPingyao Gucheng）は中国山西省晋中市平遥県の古い城郭都市。省都の太原から南へ100キロの地点にある。1997年、ユネスコの世界遺産（文化遺産）に登録。中国の5A級観光地（2015年認定）。

## 概要

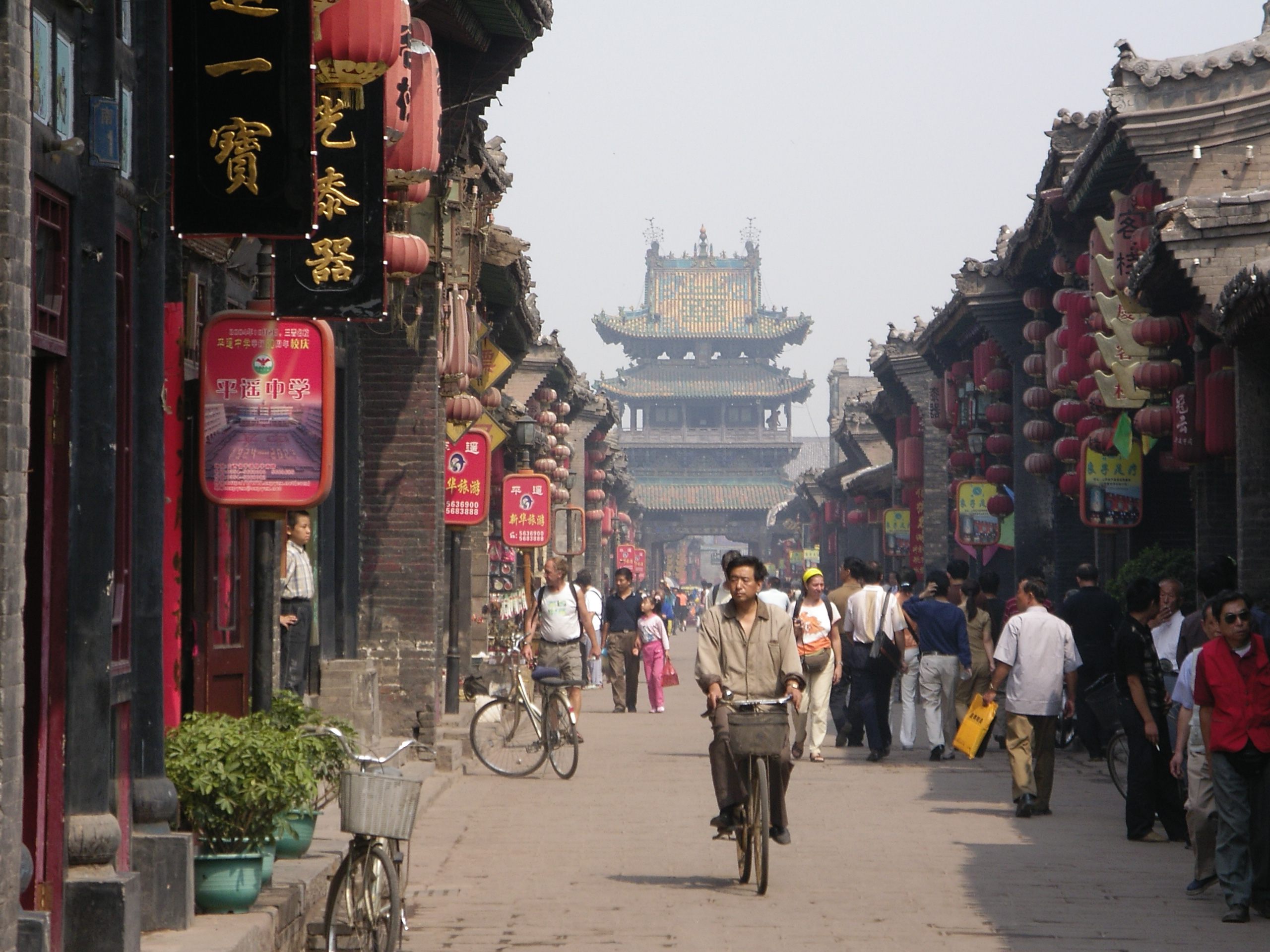
平遥古城の街並み

平遥は明代から清代末期まで晋商とよばれる山西商人の拠点であり、特に清代末期は為替業務で栄えた中国の金融中心地であったが、清末から民国期の動乱に際して業務継続が困難となり、20世紀後半には貧困地域に転落した。
しかしながら、県財政に余裕がないために都市の再開発が行われず、結果として平遥古城には14世紀の明代始めに造営された町がそのまま残ることとなった。明代から清代にかけての中国の典型的な城郭（城牆）、街路の配置、商店や住居などの古建築の保存状態はよく、中国でも最も整っているもののひとつである。また、古城内に学校、工場、病院なども備わっており現代においても旧市街だけで都市機能を有している珍しい都市となっている。

## 歴史

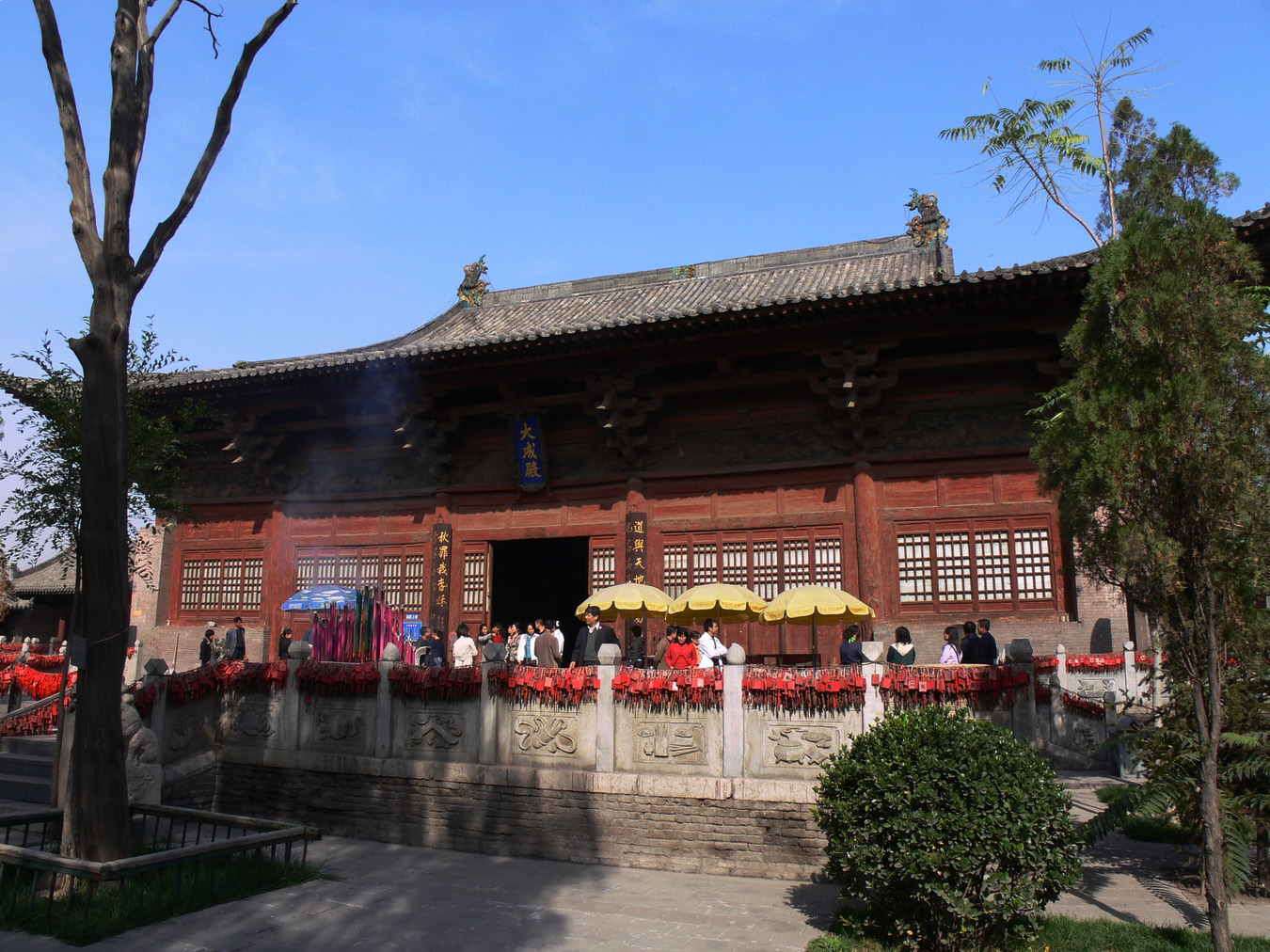
平遥の文廟にある大成殿。孔子を祀る

春秋時代には晋に、戦国時代には趙に属した。秦は平陶県を、前漢は京陵県・中都県を設置された。北魏により前漢が設置された平陶県が現在の平遥県の県域に移され、その後平遥県と改称された。
清代末期、平遥には大きな票号（近代以前の金融機関）が二十数家あり、中国全土の票号の半分以上が集まる金融の中心地であった。これらの票号は各地に支店を置いて金融業を営んだが、なかでも19世紀初頭の道光年間に設立され「匯通天下」として19世紀後半に名をはせた中国最大の票号「日昇昌」は有名である。しかしこれらの票号は辛亥革命で清が倒れると債権を回収できず没落していった。これらの票号の建物は現在でも残り観光地となっている。

## 城郭都市

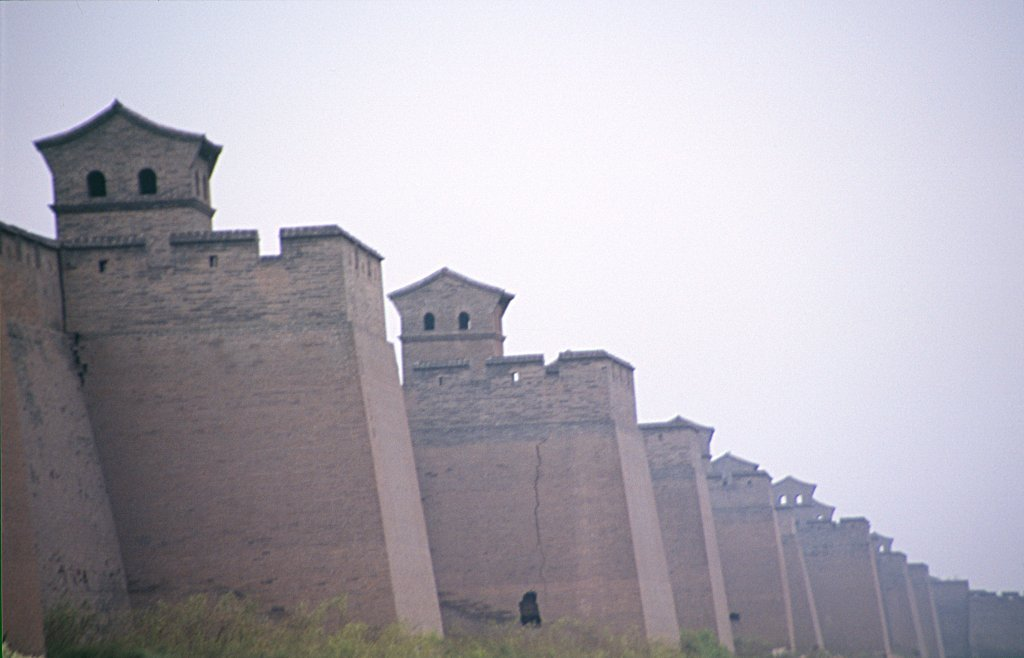
平遥城牆（城壁）

平遥は明清時期に各地に築かれた県城の原型がよく保存されており、「亀城」の名がある。城内の街路は「土」字形をなし、建築は八卦の方位に準じて配置されており、明清時代の都市計画の理念と基本を体現している。城内外には数多くの旧跡や古建築が300か所以上あり、その他明清時代の民家邸宅が4,000軒近く残り保存状態も良い。街路に建ち並ぶ商店などはかつての姿を残しており、中国近世の商都の街並みの生きた見本となっている。
平遥の城壁（城牆）は明の洪武3年（1370年）に築かれた。現在は6つの城門と甕城・4つの角楼・72の敵楼が残る。南門の城壁は2004年に倒壊したため翌年以降に再建されたが、その他の部分は明代のままである。これは中国に残る都市の城壁の中でも規模が比較的大きく、歴史も古く、保存状態が完全に近いものであり、世界遺産を構成する核心部分である。その他、世界遺産には城の外にある仏教寺院の鎮国寺と双林寺、および孔子廟である平遥文廟が含まれている。

## アクセス・観光
観光客は空港のある太原からアクセスするのが一般的であったが、高速鉄道の平遥古城駅が2014年に開業し、北京から最短で約4時間と大幅な時間短縮がなされた。車の場合、太原から高速道路を利用して1時間半ほどである。
平遥古城内は住民以外の自動車の乗り入れが禁止されているため、城門付近にて電気カートに乗り換える必要がある。また、古城の中心部分は歩行者天国となっており、電気カートの乗り入れも禁止されている。
平遥古城は出入り自由で、入城も無料である。ただし、城内の主要な観光地、たとえば平遥文廟、平遥県署、近代以前の中国最大の金融業者であった票号「日昇昌」、中国鏢局博物館、古民居博物館などは入場にあたって門票を買う必要がある。平遥古城内には客桟（旅館）、餐館（レストラン）、商店などが多くある。旅館は古い民家を改造したものであり、商店では平遥特産の推光漆器や繡花鞋、平遥牛肉などの土産物を扱っている。城壁は有料で上ることができる。城壁上を一周すると約6kmほどであり、かつてはレンタルの自転車などで周回することも出来たが、現在は城壁保護のため一部区間を除いて立ち入り禁止となっている。
古城内外には四合院と呼ばれる古民家を改装した客桟をはじめとして、多くの宿泊施設が軒を連ねている。

## 平遥古城画像

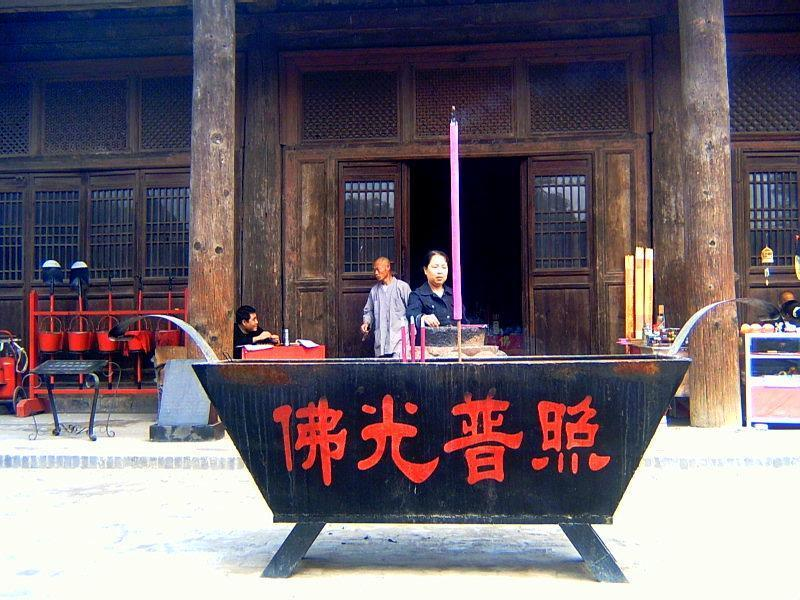
平遥郊外の双林寺
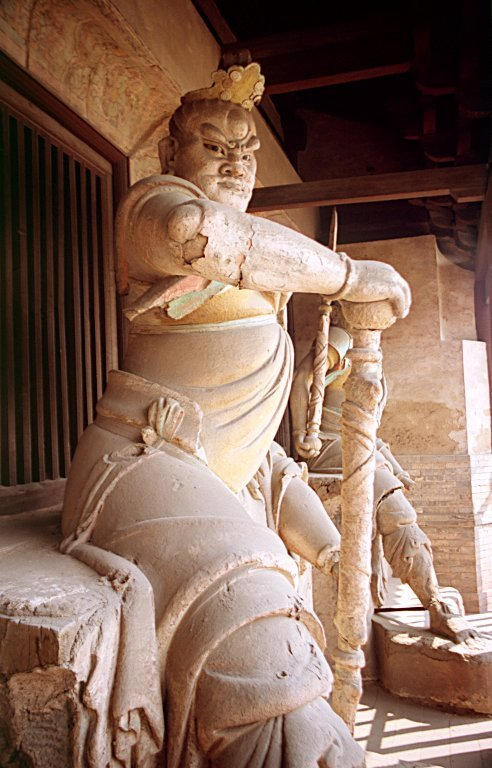
双林寺の仏像
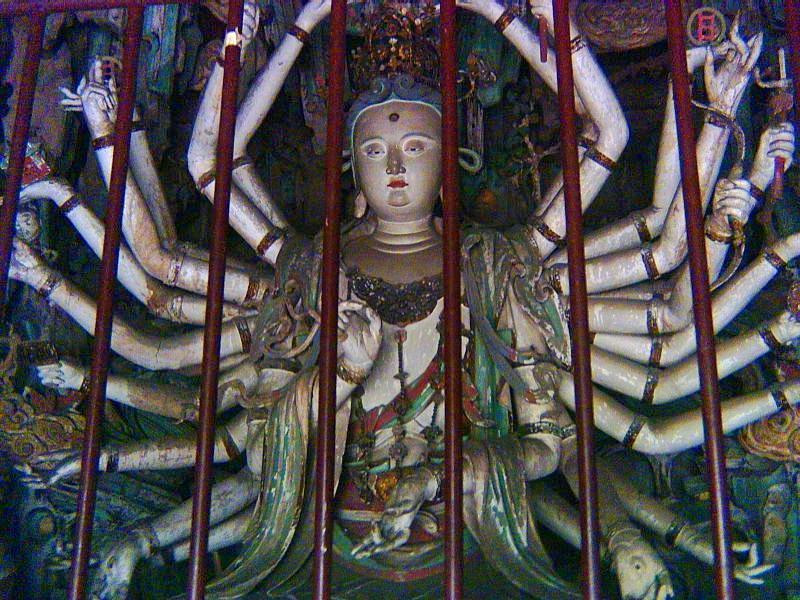
双林寺の仏像
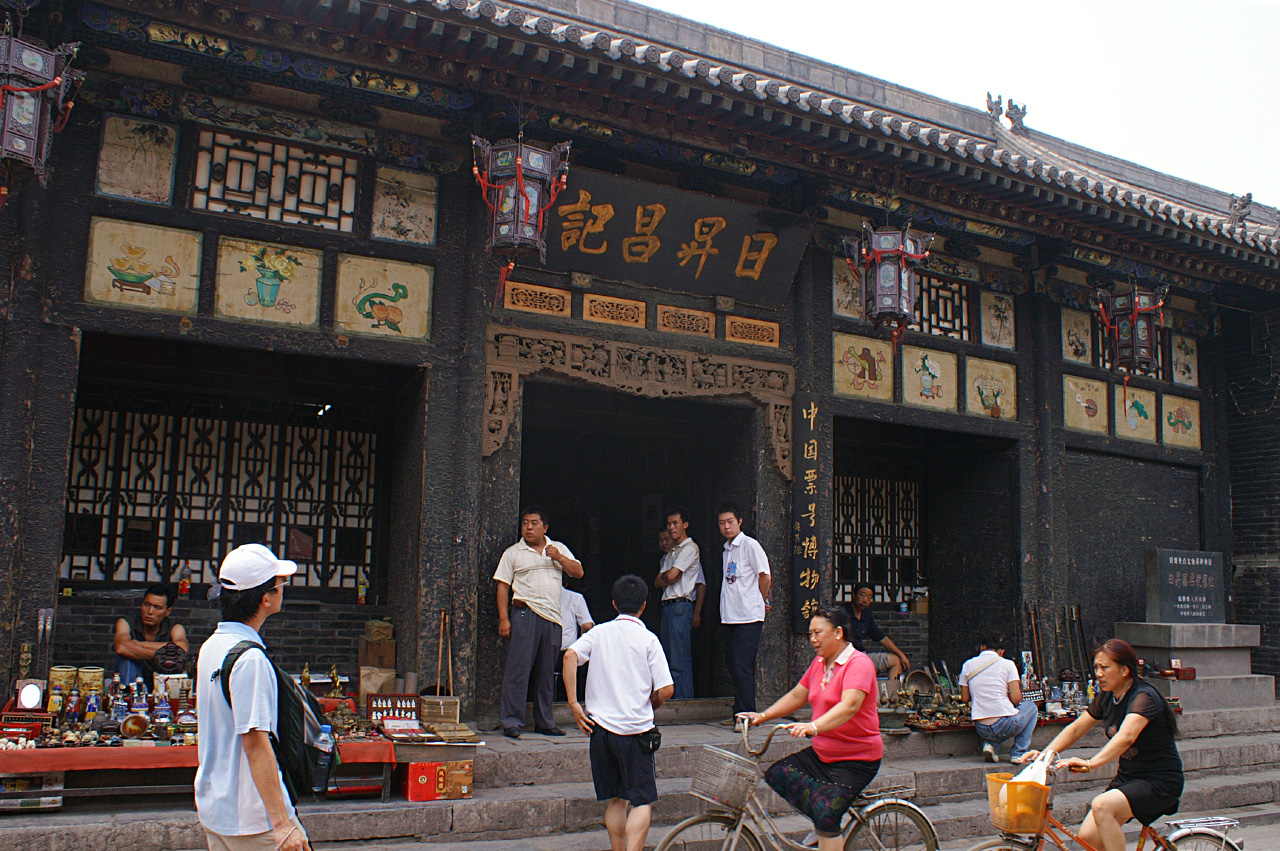
城内の旧宅、日昇昌。19世紀末の中国最大の銀行であった
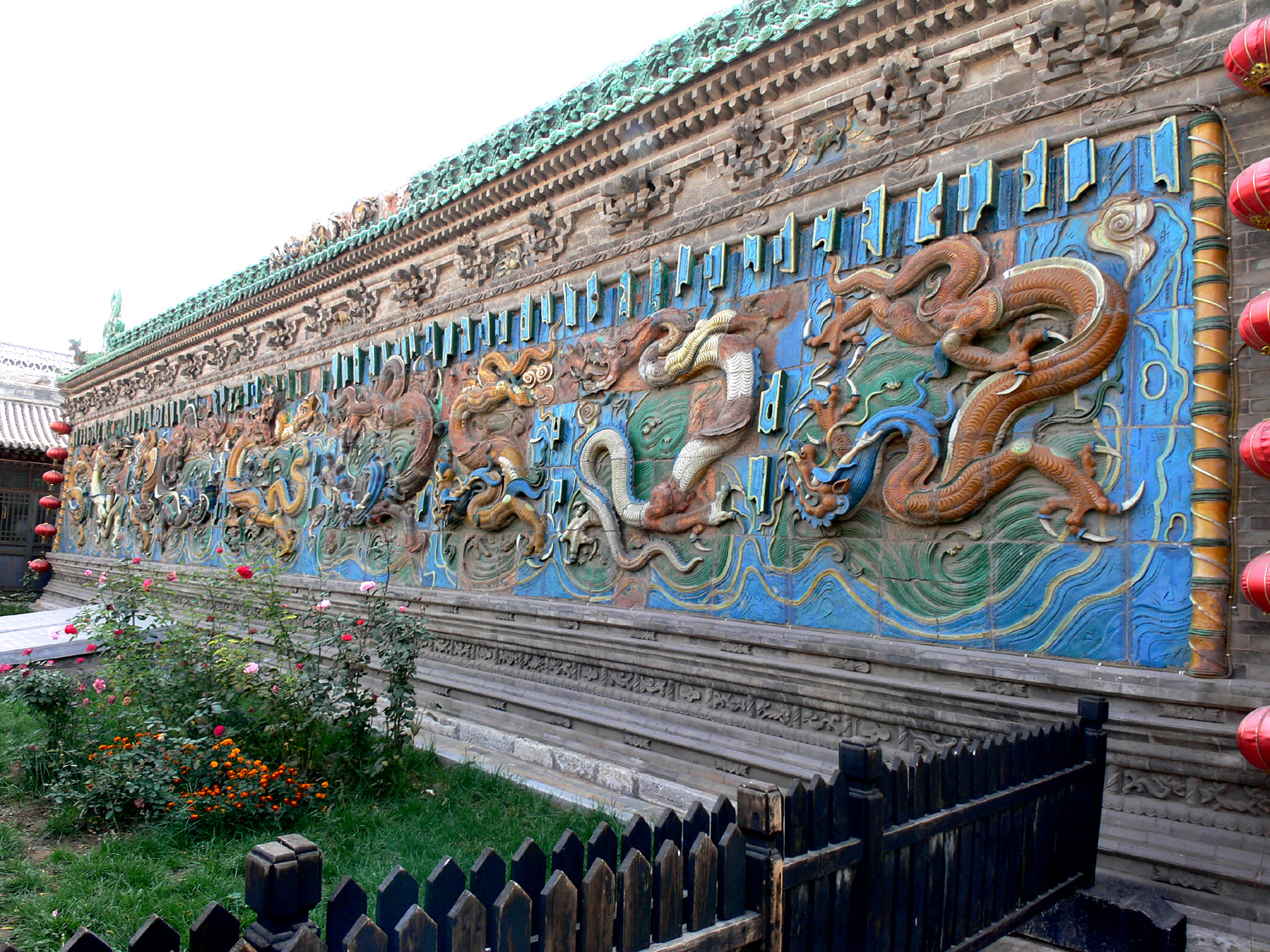
明代初期の九龍壁
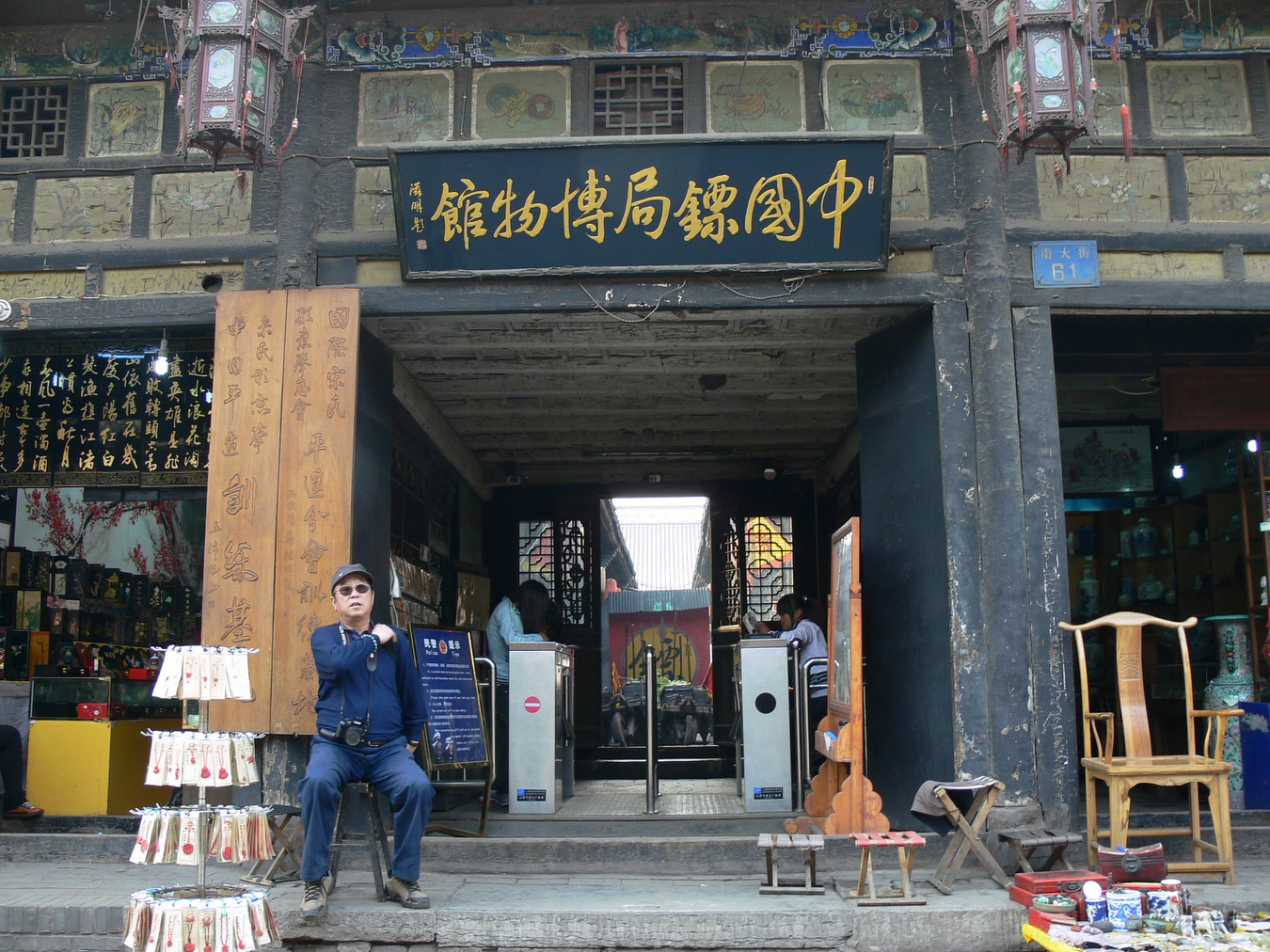
平遥中国鏢局博物館
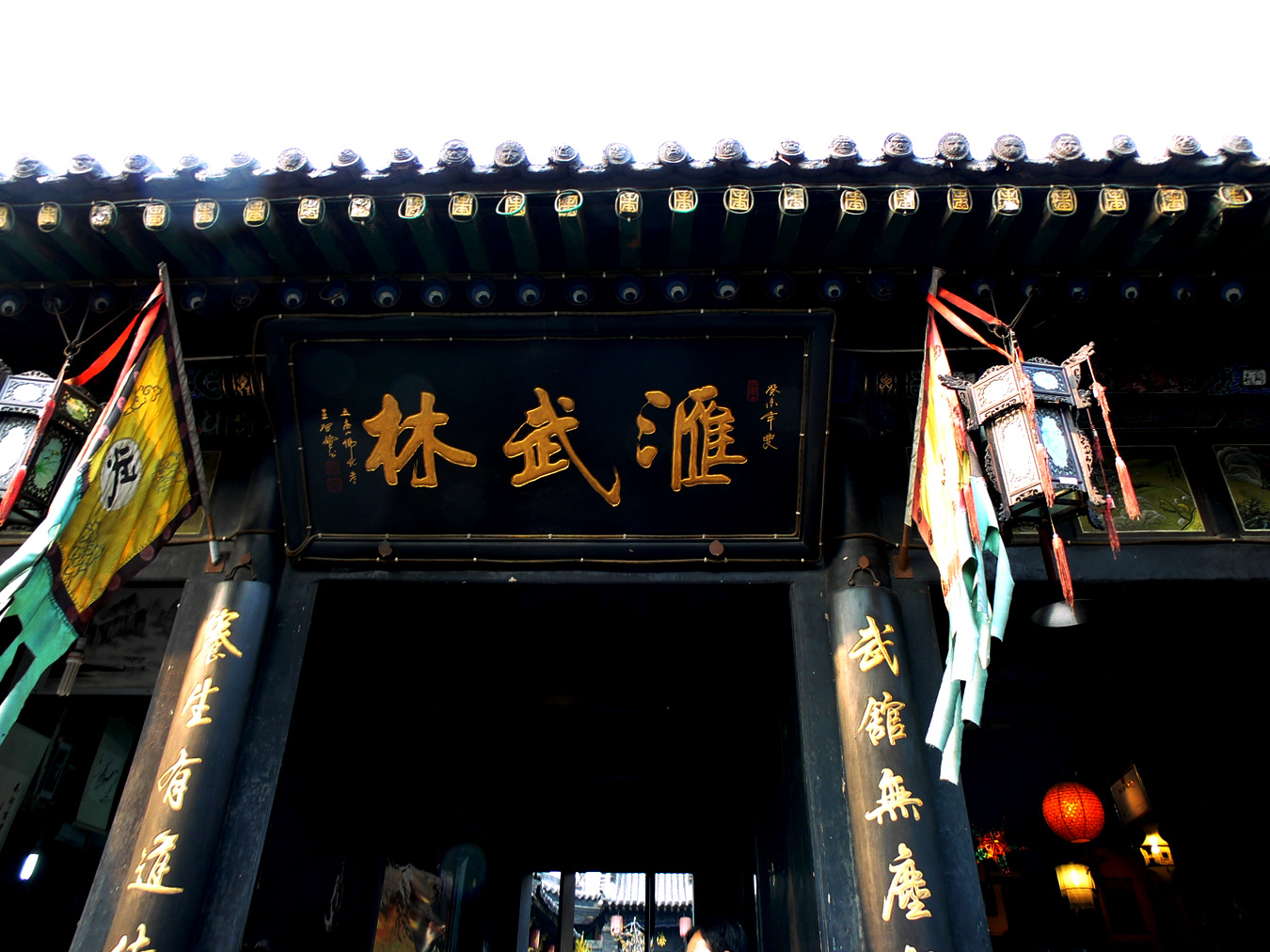
平遥匯武林武館
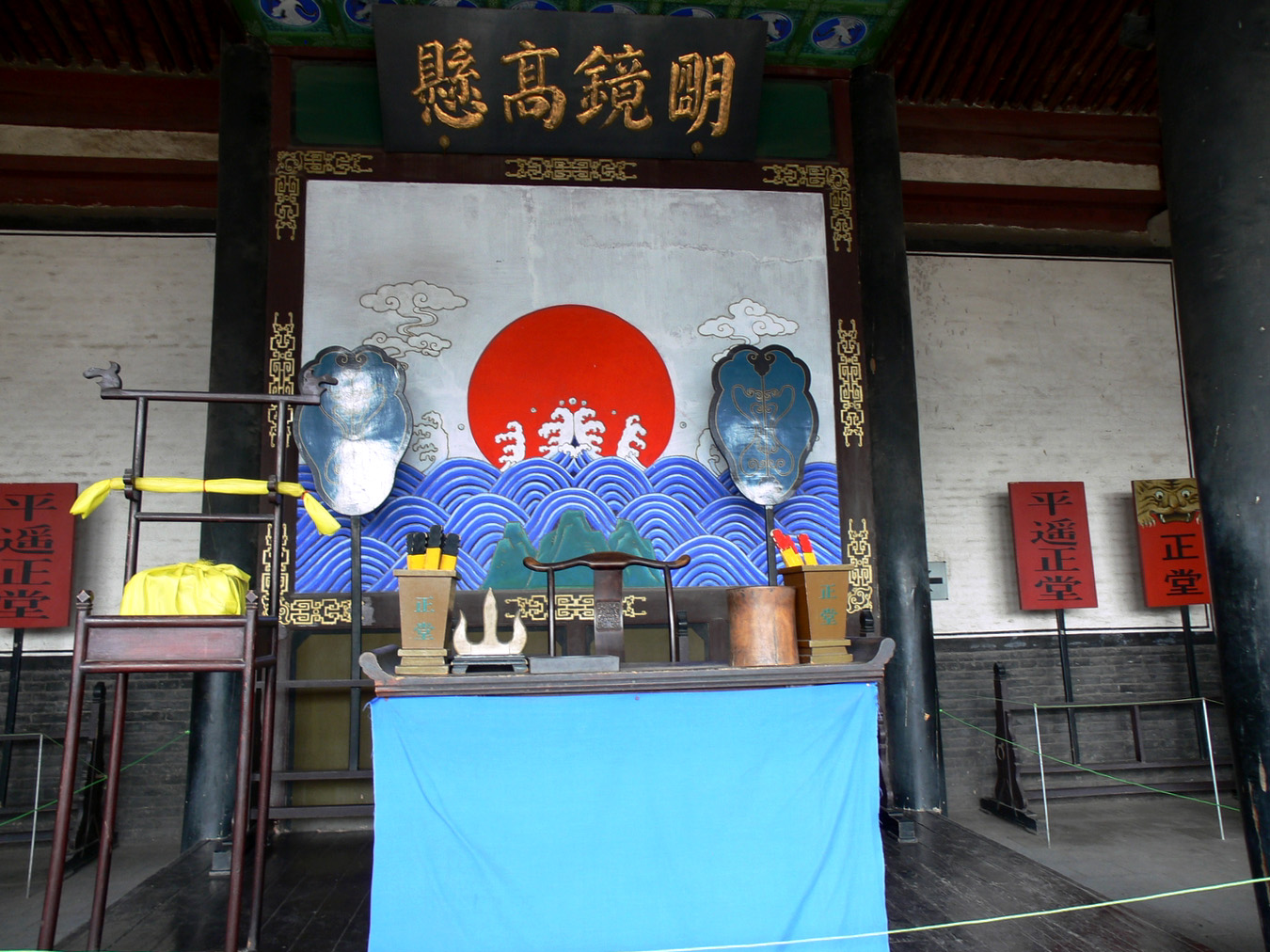
平遥のかつての県署

## 登録基準
この世界遺産は世界遺産登録基準のうち、以下の条件を満たし、登録された（以下の基準は世界遺産センター公表の登録基準からの翻訳、引用である）。
- (2) ある期間を通じてまたはある文化圏において、建築、技術、記念碑的芸術、都市計画、景観デザインの発展に関し、人類の価値の重要な交流を示すもの。
- (3) 現存するまたは消滅した文化的伝統または文明の、唯一のまたは少なくとも稀な証拠。
- (4) 人類の歴史上重要な時代を例証する建築様式、建築物群、技術の集積または景観の優れた例。